# کالج مهندسی بورنز
کالج مهندسی مارلان و روزماری بورنز که معمولاً با نام کالج مهندسی بورنز (به انگلیسی: Bournes) شناخته می‌شود، کالج دارای مجوز رسمی هیئت مدیره برای مهندسی و تکنولوژی واقع در ریورساید کالیفرنیا و وابسته به دانشگاه کالیفرنیا در ریورساید است. این کالج در ۱۹۸۹ تأسیس شد و به افتخار مارلان بورز (کارشناس فیزیک فارغ‌التحصیل از دانشگاه میشیگان) و رزماری بورنز که بنیانگذاران شرکت بورنز هستند نامگذاری شد.